# الكسندر بلاك روبرتسون
الكسندر بلاك روبرتسون هو سياسي كندي، ولد في 1847. انتخب عضو برلمان مقاطعة أونتاريو.